# مهمانلو
مهمانلو (بالفارسية: مهمانلو) هي مستوطنة تقع في قسم تشاراويماق المركزي في إيران. يقدر عدد سكانها بـ 249 نسمة .